# Сполторе (Кјети)
Сполторе (итал. Spoltore) је насеље у Италији у округу Кјети, региону Абруцо.
Према процени из 2011. у насељу је живело 49 становника. Насеље се налази на надморској висини од 245 м.